# Campeonato Paraguayo de Fútbol 2000
El Campeonato Paraguayo de Fútbol 2000 de la Primera División de Paraguay fue un torneo organizado por la Asociación Paraguaya de Fútbol, que se disputó entre los meses de febrero y diciembre de aquel año, con la participación de diez clubes. Este estuvo compuesto por dos etapas: los torneos Apertura y Clausura, ambos ganados por el Club Olimpia, con lo cual se consagró Campeón Absoluto de la Temporada 2000, por 38.ª vez en su historia.

## Relevo anual de clubes
| Ascendido a Primera División               |
| ------------------------------------------ |
| Universal (Campeón de División Intermedia) |

| Descendidos a Segunda División               |
| -------------------------------------------- |
| Presidente Hayes (2º peor puntaje acumulado) |
| Resistencia (Peor puntaje acumulado)         |

## Equipos participantes
| Equipo               | Ciudad      | Estadio                | Capacidad |
| -------------------- | ----------- | ---------------------- | --------- |
| 12 de Octubre        | Itauguá     | Juan Canuto Pettengill | 8000      |
| Cerro Corá           | Asunción    | Andrés Rodríguez       | 6000      |
| Cerro Porteño        | Asunción    | General Pablo Rojas    | 25 000    |
| Atlético Colegiales  | Asunción    | Luciano Zacarías       | 15 000    |
| Guaraní              | Asunción    | Rogelio Livieres       | 6000      |
| Olimpia              | Asunción    | Manuel Ferreira        | 20 000    |
| Sportivo San Lorenzo | San Lorenzo | Ciudad Universitaria   | 3000      |
| Sol de América       | Villa Elisa | Luis Alfonso Giagni    | 5000      |
| Sportivo Luqueño     | Luque       | Feliciano Cáceres      | 25 000    |
| Universal            | Encarnación | Hugo Stroessner        | 4000      |

## Torneo Apertura 2000
Se llevó a cabo entre febrero y julio de 2000. El formato de disputa fue el de todos contra todos, a dos ruedas compuestas por 9 fechas cada una. Resultó ganador el Club Olimpia.

### Clasificación
| Pos. | Equipos          | PJ | PG | PE | PP | GF | GC | Dif. | Pts. |
| ---- | ---------------- | -- | -- | -- | -- | -- | -- | ---- | ---- |
| 1.   | Olimpia          | 18 | 11 | 5  | 2  | 38 | 20 | 18   | 38   |
| 2.   | Sol de América   | 18 | 9  | 5  | 4  | 27 | 21 | 6    | 32   |
| 3.   | Guaraní          | 18 | 9  | 5  | 4  | 28 | 16 | 12   | 32   |
| 4.   | 12 de Octubre    | 18 | 8  | 3  | 7  | 21 | 22 | -1   | 27   |
| 5.   | San Lorenzo      | 18 | 7  | 6  | 5  | 18 | 16 | 2    | 27   |
| 6.   | Cerro Porteño    | 18 | 7  | 5  | 6  | 22 | 17 | 5    | 26   |
| 7.   | Sportivo Luqueño | 18 | 6  | 5  | 7  | 25 | 31 | -6   | 23   |
| 8.   | Colegiales       | 18 | 6  | 2  | 10 | 20 | 25 | -5   | 20   |
| 9.   | Cerro Corá       | 18 | 4  | 4  | 10 | 17 | 27 | -10  | 16   |
| 10.  | Universal        | 18 | 2  | 2  | 14 | 20 | 41 | -21  | 8    |

 Pos=Posición; PJ=Partidos jugados; PG=Partidos ganados; PE=Partidos empatados; PP=Partidos perdidos; GF=Goles a favor; GC=Goles en contra; Dif=Diferencia de gol; Pts=Puntos

### Resultados
| L\V | 12O | CCO | CER | COL | GUA | OLI | SLO | SOL | SLU | UNI |
| 12O |     | 2:1 | 1:0 | 2:1 | 0:2 | 0:1 | 2:1 | 2:0 | 2:1 | 2:0 |
| CCO | 2:1 |     | 1:1 | 2:0 | 0:0 | 1:2 | 0:1 | 0:0 | 0:1 | 2:0 |
| CER | 2:1 | 0:1 |     | 1:1 | 2:0 | 2:0 | 2:0 | 1:2 | 0:0 | 2:1 |
| COL | 1:2 | 2:1 | 2:0 |     | 0:3 | 0:1 | 0:0 | 0:2 | 2:1 | 3:2 |
| GUA | 1:0 | 3:0 | 2:0 | 2:1 |     | 2:3 | 0:1 | 2:2 | 2:1 | 1:0 |
| OLI | 5:1 | 3:1 | 2:2 | 2:0 | 0:0 |     | 0:2 | 2:0 | 2:2 | 4:1 |
| SLO | 0:0 | 1:1 | 1:1 | 2:0 | 1:0 | 2:5 |     | 0:1 | 1:1 | 1:1 |
| SOL | 1:1 | 3:0 | 1:0 | 1:4 | 3:3 | 1:1 | 1:0 |     | 3:1 | 4:2 |
| SLU | 1:1 | 4:3 | 1:4 | 1:0 | 0:0 | 2:4 | 0:2 | 2:1 |     | 2:1 |
| UNI | 2:1 | 3:1 | 0:2 | 0:3 | 2:5 | 1:1 | 1:2 | 0:1 | 3:4 |     |

 L=Local; V=Visitante
|  | Ganador del Torneo Apertura |

## Torneo Clausura 2000
Se disputó entre julio y diciembre de 2000. A diferencia del primer torneo del año, este certamen constó de cuatro partes: una rueda de nueve jornadas todos contra todos, una fase de grupos, semifinal y final. Resultó ganador el Club Olimpia, y por haber obtenido también el Apertura, conquistó automáticamente el título oficial.

### Primera fase

#### Clasificación
| Pos. | Equipos          | PJ | PG | PE | PP | GF | GC | Dif. | Pts. |
| ---- | ---------------- | -- | -- | -- | -- | -- | -- | ---- | ---- |
| 1.   | Olimpia          | 9  | 4  | 4  | 1  | 14 | 6  | 8    | 16   |
| 2.   | 12 de Octubre    | 9  | 3  | 6  | 0  | 14 | 8  | 6    | 15   |
| 3.   | Cerro Porteño    | 9  | 3  | 5  | 1  | 16 | 10 | 6    | 14   |
| 4.   | Guaraní          | 9  | 3  | 5  | 1  | 8  | 6  | 2    | 14   |
| 5.   | Cerro Corá       | 9  | 3  | 4  | 2  | 9  | 8  | 1    | 13   |
| 6.   | Colegiales       | 9  | 3  | 4  | 2  | 9  | 9  | 0    | 13   |
| 7.   | Sol de América   | 9  | 2  | 5  | 2  | 11 | 10 | 1    | 11   |
| 8.   | San Lorenzo      | 9  | 3  | 1  | 5  | 13 | 18 | -5   | 10   |
| 9.   | Universal        | 9  | 1  | 3  | 5  | 9  | 17 | -8   | 6    |
| 10.  | Sportivo Luqueño | 9  | 0  | 3  | 6  | 8  | 19 | -11  | 3    |

 Pos=Posición; PJ=Partidos jugados; PG=Partidos ganados; PE=Partidos empatados; PP=Partidos perdidos; GF=Goles a favor; GC=Goles en contra; Dif=Diferencia de gol; Pts=Puntos
|  |                                                 |
|  | Clasificado a la Fase final del Torneo Clausura |

#### Resultados
| L\V | 12O | CCO | CER | COL | GUA | OLI | SLO | SOL | SLU | UNI |
| 12O |     |     |     |     |     | 2:0 |     | 1:1 | 4:3 | 3:0 |
| CCO | 0:0 |     |     | 1:1 |     | 1:2 | 2:0 |     |     |     |
| CER | 1:1 | 2:0 |     | 1:1 |     |     | 4:2 |     |     |     |
| COL |     |     |     |     | 1:1 | 0:2 |     |     | 3:1 | 1:0 |
| GUA | 0:0 | 0:1 | 2:1 |     |     | 0:0 |     | 2:1 |     |     |
| OLI |     |     | 0:0 |     |     |     |     | 1:1 | 5:1 | 1:1 |
| SLO | 2:2 |     |     | 0:1 | 2:3 | 0:3 |     |     |     | 3:2 |
| SOL |     | 1:1 | 1:1 | 2:0 |     |     | 1:2 |     |     |     |
| SLU |     | 1:2 | 0:0 |     | 0:0 |     | 0:2 | 1:1 |     |     |
| UNI |     | 1:1 | 2:5 |     | 0:0 |     |     | 1:2 | 2:1 |     |

 L=Local; V=Visitante

### Fase final
Para esta etapa se clasificaron ocho de los diez equipos participantes, los cuales se dividieron en cuatro por grupo. Todos los contendientes fueron beneficiados con una determinada cantidad de puntos de bonificación, conforme a la posición en la que finalizaron la anterior instancia, a excepción de los últimos dos. Clasificaron a la semifinal los dos mejores de cada grupo.

#### Grupo A
| Pos. | Equipos     | PJ | PG | PE | PP | GF | GC | Dif. | Bon. | Pts. |
| ---- | ----------- | -- | -- | -- | -- | -- | -- | ---- | ---- | ---- |
| 1.   | Olimpia     | 6  | 5  | 0  | 1  | 13 | 3  | 10   | 3    | 18   |
| 2.   | Guaraní     | 6  | 3  | 1  | 2  | 7  | 5  | 2    | 1.5  | 11.5 |
| 3.   | Colegiales  | 6  | 1  | 2  | 3  | 5  | 9  | -4   | 0.5  | 5.5  |
| 4.   | San Lorenzo | 6  | 1  | 1  | 4  | 6  | 14 | -8   | 0    | 4    |

| L\V | COL | GUA | OLI | SLO |
| COL |     | 1:0 | 1:2 | 3:3 |
| GUA | 0:0 |     | 0:3 | 2:0 |
| OLI | 2:0 | 0:2 |     | 3:0 |
| SLO | 2:0 | 1:3 | 0:3 |     |

 L=Local; V=Visitante

#### Grupo B
| Pos. | Equipos        | PJ | PG | PE | PP | GF | GC | Dif. | Bon. | Pts. |
| ---- | -------------- | -- | -- | -- | -- | -- | -- | ---- | ---- | ---- |
| 1.   | Cerro Porteño  | 6  | 5  | 1  | 0  | 25 | 5  | 20   | 2    | 18   |
| 2.   | 12 de Octubre  | 6  | 4  | 0  | 2  | 7  | 10 | -3   | 2.5  | 14.5 |
| 3.   | Sol de América | 6  | 1  | 2  | 3  | 11 | 13 | -2   | 0    | 5    |
| 4.   | Cerro Corá     | 6  | 0  | 1  | 5  | 5  | 20 | -15  | 1    | 2    |

| L\V | 12O | CCO | CER | SOL |
| 12O |     | 1:0 | 0:4 | 1:0 |
| CCO | 0:1 |     | 0:7 | 3:3 |
| CER | 4:1 | 5:1 |     | 1:1 |
| SOL | 2:3 | 3:1 | 2:4 |     |

 L=Local; V=Visitante
|  | Clasificado a Semifinales |

### Semifinales
| 18 de noviembre de 2000 | Olimpia                            | 2:2 | 12 de Octubre                          |  |  |
|                         | Félix Torres 61' · Luis Monzón 89' |     | Néstor Cáceres 14' · Aniceto Rivas 17' |  |  |

| 19 de noviembre de 2000 | Cerro Porteño    | 1:2 | Guaraní                                |  |  |
|                         | Jorge Campos 46' |     | Néstor Isasi 13' · Néstor Espinoza 88' |  |  |

### Final
| 28 de noviembre de 2000 | Olimpia        | 1:0 | Guaraní |  |  |
|                         | Gustavo Badell |     |         |  |  |

| 3 de diciembre de 2000 | Guaraní                        | 1:3 | Olimpia                                   |  |  |
|                        | Julio González Ferreira 3' (p) |     | Orlando Maturana 37' 54' · Raúl Otero 49' |  |  |

- Olimpia, ganador del Torneo Clausura.

## Campeón absoluto
|                              |
| Campeón Olimpia 38.vo título |

## Definición de subcampeonato absoluto
Los equipos que terminaron en el segundo puesto de ambos torneos tuvieron que dirimir al subcampeón de la temporada. Resultó vencedor el Club Guaraní por marcador global de 5:4.
| 7 de diciembre de 2000 | Sol de América                               | 3:1 | Guaraní      |  |  |
|                        | Roganovich 1' · Centurión 36' · Esquivel 50' |     | Morínigo 38' |  |  |

| 10 de diciembre de 2000 | Guaraní                                         | 4:1 | Sol de América |  |  |
|                         | Fernández 65' · Morínigo 85' · González 91' 93' |     | Centurión 89'  |  |  |

## Clasificaciones finales de temporada
Primeramente, se indican los parámetros utilizados para determinar el tipo de clasificación que tiene cada equipo para el siguiente año, y en qué consisten. Seguidamente a estos, la explicación detallada de los resultados arrojados.

### Puntaje acumulado
Consiste en la suma de los puntos conseguidos por cada equipo en las fases regulares de los dos torneos del año. Esta tabla arrojó cuatro equipos clasificados para disputar una liguilla y un descendido de categoría.
| Pos | Equipo               | Pts | PJ | G  | E  | P  | GF | GC | DIF |
| --- | -------------------- | --- | -- | -- | -- | -- | -- | -- | --- |
| 1ª  | Olimpia              | 54  | 27 | 15 | 9  | 3  | 52 | 26 | 26  |
| 2ª  | Guaraní              | 46  | 27 | 12 | 10 | 5  | 36 | 22 | 14  |
| 3ª  | Sol de América       | 43  | 27 | 11 | 10 | 6  | 38 | 31 | 7   |
| 4ª  | 12 de Octubre        | 42  | 27 | 11 | 9  | 7  | 35 | 30 | 5   |
| 5ª  | Cerro Porteño        | 40  | 27 | 10 | 10 | 7  | 38 | 27 | 11  |
| 6ª  | Sportivo San Lorenzo | 37  | 27 | 10 | 7  | 10 | 31 | 34 | -3  |
| 7ª  | Atlético Colegiales  | 33  | 27 | 9  | 6  | 12 | 29 | 34 | -5  |
| 8ª  | Cerro Corá           | 29  | 27 | 7  | 8  | 12 | 26 | 35 | -9  |
| 9ª  | Sportivo Luqueño     | 26  | 27 | 6  | 8  | 13 | 33 | 50 | -17 |
| 10ª | Universal            | 14  | 27 | 3  | 5  | 19 | 29 | 58 | -29 |

 Pts=Puntos; PJ=Partidos jugados; G=Partidos ganados; E=Partidos empatados; P=Partidos perdidos; GF=Goles a favor; GC=Goles en contra; DIF=Diferencia de gol
|  | Clasificado a Cuadrangular Pre-Libertadores |
|  | Descendió a Segunda División                |

### Puntaje promedio
El promedio de puntos de un equipo es el cociente que se obtiene de la división de su puntaje acumulado en las últimas tres temporadas por la cantidad de partidos que haya disputado durante dicho período.

### Cuadrangular Pre-Libertadores 2001
Se realizó un cuadrangular entre los 4 equipos mejor ubicados en la tabla acumultavia del año para determinar el cupo restante para la Copa Libertadores 2001 (exceptuando a Olimpia y Guaraní, que ya tenían un cupo). El sistema era de todos contra todos, en partidos de una vuelta.

#### Clasificación
| Pos. | Equipos        | PJ | PG | PE | PP | GF | GC | Dif. | Pts. |
| ---- | -------------- | -- | -- | -- | -- | -- | -- | ---- | ---- |
| 1.   | Cerro Porteño  | 3  | 2  | 0  | 1  | 8  | 6  | 2    | 6    |
| 2.   | 12 de Octubre  | 3  | 2  | 0  | 1  | 12 | 8  | 4    | 6    |
| 3.   | Sol de América | 3  | 1  | 1  | 1  | 6  | 6  | 0    | 4    |
| 4.   | San Lorenzo    | 3  | 0  | 1  | 2  | 7  | 13 | -6   | 1    |

 Pos=Posición; PJ=Partidos jugados; PG=Partidos ganados; PE=Partidos empatados; PP=Partidos perdidos; GF=Goles a favor; GC=Goles en contra; Dif=Diferencia de gol; Pts=Puntos

#### Resultados
| L\V | 12O | CER | SOL | SLO |
| 12O |     | 4:3 |     | 6:2 |
| CER |     |     |     | 4:2 |
| SOL | 3:2 | 0:1 |     | 3:3 |
| SLO |     |     |     |     |

 L=Local; V=Visitante

### Clasificación a torneos internacionales
Se tomó en cuenta la tabla de Puntaje acumulado para determinar a los representantes de la APF en las competencias de la Conmebol del año siguiente.
- Copa Libertadores 2001 (tres clasificados). En la plaza número uno, el campeón absoluto del Campeonato Paraguayo de Fútbol 2000 (Olimpia). En la plaza número dos, el subcampeón absoluto (Guaraní). En la plaza número tres, el equipo ganador del Cuadrangular Pre-Libertadores 2001 (Cerro Porteño).

- Copa Mercosur 2001 (dos clasificados en calidad de invitados). Los dos invitados siguen siendo Olimpia y Cerro Porteño, por ser los más populares y con mayor cantidad de campeonatos ganados del país. La invitación solo puede ser retirada por pasar un mal momento deportivo.

### Para descenso de categoría
Se tomó en cuenta la tabla de Puntaje promedio para determinar el descenso de la Primera División del Club Universal, que retornó en forma directa a la Segunda División por haber terminado en la última posición del mencionado escalafón. En su lugar, ascendió el campeón de la División Intermedia, el Club Libertad.